# Mister Supranational 2021
Mister Supranational 2021 foi a 5ª edição do concurso de beleza masculino de Mister Supranational, que contou com a participação de trinta e quatro (34) candidatos ao título em agosto de 2021 sob a transmissão da Polsat. A competição é comandada por Gerhard von Lipinski, da Nowa Scena, sob licença da World Beauty Association gerida por Marcela Lobón. O americano Nate Crnkovich, Mister Supranational 2019, passou a faixa ao seu sucessor no final da cerimônia, que teve seu ápice no anfiteatro Strzelecki Park em Nowy Sącz, Małopolska, Polônia.

## Resultados

### Colocações
| Posição                                                 | País e Candidato |
| ------------------------------------------------------- | --- |
| Vencedor                                                | Peru - Varo Vargas |
| 2º. Lugar                                               | Togo - Abdel Kacem |
| 3º. Lugar                                               | Venezuela - William Badell |
| 4º. Lugar                                               | Nepal - Santosh Upadhyaya |
| 5º. Lugar                                               | Espanha - Lucas Muñoz-Alonso |
| Top 10 Semifinalistas (Em ordem de classificação final) | México - Gustavo Rosas Índia - Rahul Rajasekharan Indonésia - Okky Alparessi Malta - Raffael Fiedler República Dominicana - Iván Oleaga |
| Top 20 Semifinalistas (Em ordem de classificação final) | República Checa - David Kremeň Porto Rico - Francisco Vergara Eslováquia - Marek Jastráb Colômbia - Manuel Molano Polônia - Daniel Borzewski Haiti - Théodore Bien-Aimé Filipinas - John Adajar França - Fabien Mounoussamy Aruba - Derrel Lampe Grécia - Spyros Nikolaidis |

### Prêmios Especiais
O concurso distribuiu os seguintes prêmios:

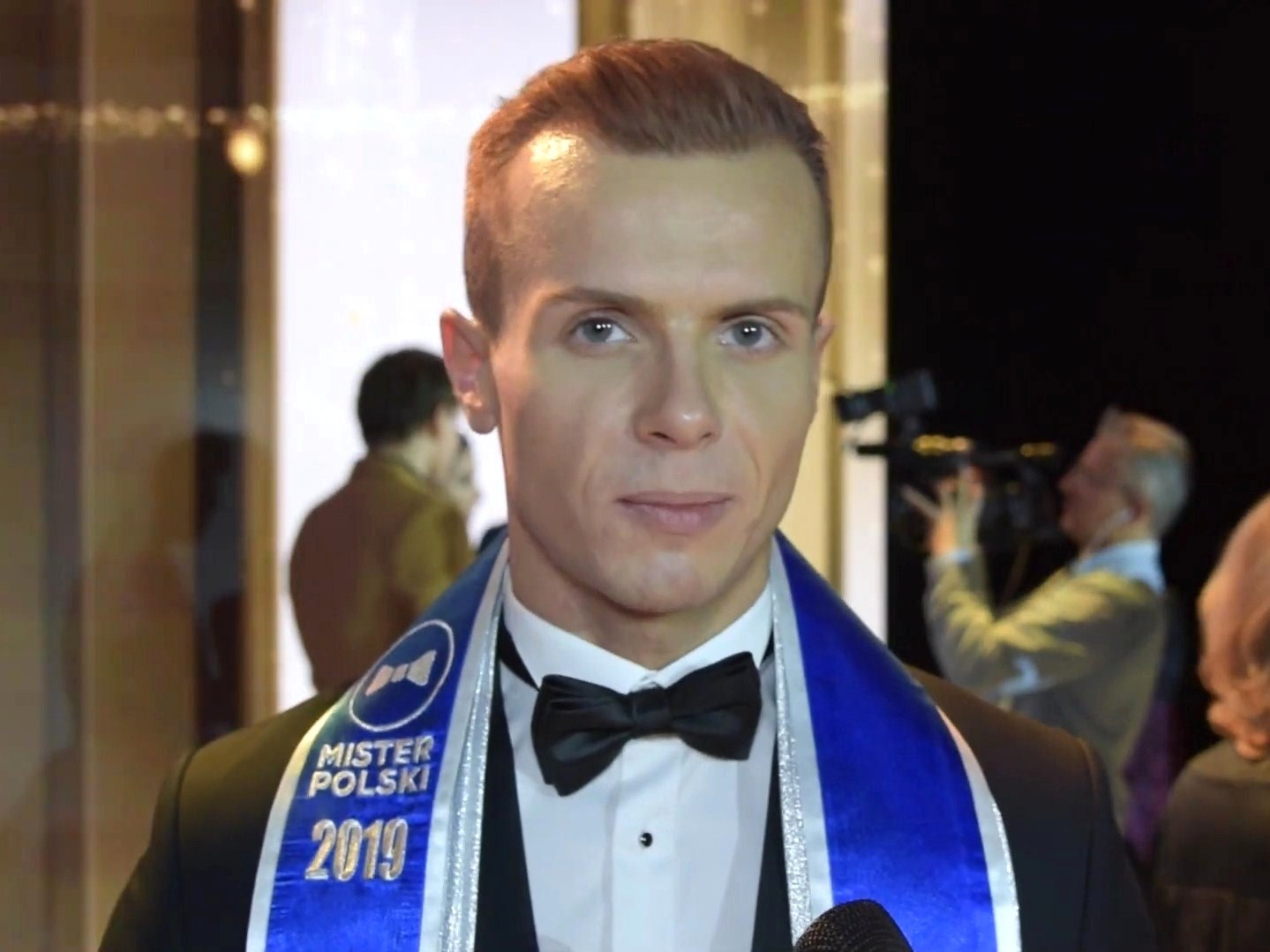
Daniel Borzewski (foto) foi o anfitrião do concurso deste ano, da Polônia.

| Prêmio                 | País e Candidato               |
| ---------------------- | ------------------------------ |
| Mister Amizade         | Coreia do Sul - Dong Cho Young |
| Mister Fotogenia       | Venezuela - William Badell     |
| Mister Personalidade   | Aruba - Derrel Lampe           |
| Mister Melhor Corpo    | Estados Unidos - Felix Martin  |
| Mister Hotel Beskid    | Indonésia - Okky Alparessi     |
| Mister Gold Spa Beskid | Malta - Raffael Fiedler        |

### Ordem dos Anúncios
| 1. Aruba 2. México 3. Filipinas 4. Togo 5. Peru 6. Eslováquia 7. Venezuela 8. Nepal 9. República Dominicana 10. Colômbia 11. Espanha 12. Indonésia 13. Malta 14. Haiti 15. Grécia 16. Índia 17. França 18. República Checa 19. Polônia 20. Porto Rico | 1. Nepal 2. Espanha 3. Togo 4. Malta 5. Índia 6. República Dominicana 7. México 8. Venezuela 9. Peru 10. Indonésia | 1. Venezuela 2. Espanha 3. Nepal 4. Togo 5. Peru |  |  |

## Jurados

### Final
Ajudaram a eleger o campeão:
1. Anna Bubnowska, coreógrafa;
2. Natalia Piguła, Miss Polônia 2020;
3. Nate Crnkovich, Mister Supranational 2019;
4. Andre Sleigh, diretor criativo do Miss & Mister Supranational;[9]
5. Karla Guilfú Acevedo, Vice-Miss Supranational 2021;
6. Anntonia Porsild, Miss Supranational 2019;
7. Chanique Rabe, Miss Supranational 2021;
8. Gerhard von Lipinski, da Nowa Scena;

## Programação Musical
As músicas tocadas durante cada parte do concurso:
- Abertura - Qπш by Robert Kupisz: "Let the Groove Get In" de Justin Timberlake.
- Introdução dos candidatos #1 by NewMen: "Mi gente" de J Balvin.
- Introdução dos candidatos #2 by NewMen: "Cambia el Paso" de Jennifer Lopez.
- Apresentação Musical #1: "Dream On" de Aerosmith por Mateusz Ziółko (ao vivo).
- Desfile em Traje de Banho #1 by Self Collection: "Don't Go Yet" de Camila Cabello.
- Desfile em Traje de Banho #2 by Self Collection: "My Head & My Heart" de Ava Max.
- Apresentação Musical #2: "Keep It To Myself" de Ellise por DJ Jovani & Jessica Shy (ao vivo).
- Top 20 Desfile em Traje Casual - ReviveЯ by Lorin: "Blinding Lights" de The Weeknd e "Beggin'" de The Four Seasons.
- Apresentação Musical #3: "Turn The Lights Off" por Rodrigo Massa (ao vivo).[10]
- Top 10 Desfile em Traje de Gala: Instrumental.
- Apresentação Musical #4: "Another Way to Die", "Die Another Day" e  "GoldenEye" por Lanberry (ao vivo).

## Provas Classificatórias

### Supra Fan Vote
O candidato vencedor desta etapa garantiu uma vaga ao Top 10:

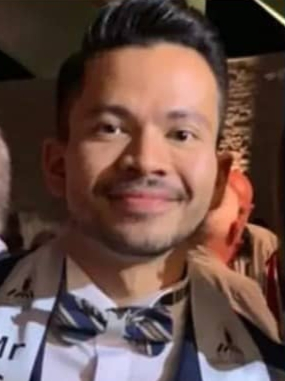
O representante da Indonésia, Okky Alparessi.

| Posição               | País e Candidato |
| --------------------- | --- |
| 1                     | Indonésia - Okky Alparessi |
| Top 10 Semifinalistas | África do Sul - Akshar Birbal Brasil - João Henrique Lemes Equador - Mario Iglesias França - Fabien Mounoussamy Filipinas - John Adajar Índia - Rahul Rajasekharan Nepal - Santosh Upadhyaya Peru - Varo Vargas Tailândia - Nipun Kaewruan |

### Supra Influencer Challenge
O candidato vencedor desta etapa garantiu uma vaga ao Top 20:
| Posição               | País e Candidato |
| --------------------- | --- |
| 1                     | Nepal - Santosh Upadhyaya |
| Top 10 Semifinalistas | Brasil - João Henrique Lemes Coreia do Sul - Dong Cho Young Filipinas - John Adajar França - Fabien Mounoussamy Índia - Rahul Rajasekharan Indonésia - Okky Alparessi Polônia - Daniel Borzewski Singapura - Sauffi Gonzalez Tailândia - Nipun Kaewruan |

### Supra Chat With Ann
O candidato vencedor desta etapa garantiu uma vaga ao Top 20:
| Posição    | País e Candidato                                                                                               |
| ---------- | --- |
| 1          | Índia - Rahul Rajasekharan                                                                                     |
| Finalistas | Brasil - João Henrique Lemes Indonésia - Okky Alparessi Singapura - Sauffi Gonzalez Venezuela - William Badell |

### Mister Supra Top Model
O candidato vencedor desta etapa garantiu uma vaga ao Top 20:
| Posição               | País e Candidato |
| --------------------- | --- |
| 1                     | Togo - Abdel Kacem |
| 2                     | Colômbia - Manuel Molano |
| 3                     | Malta - Raffael Fiedler |
| Top 11 Semifinalistas | Bélgica - Jean Atekha Eslováquia - Marek Jastráb Espanha - Lucas Muñoz-Alonso Marrocos - Walid Chakir México - Gustavo Rosas Peru - Varo Vargas Serra Leoa - Abu Bakarr Bakish Venezuela - William Badell |

### Mister Supra Talent
O candidato vencedor desta etapa garantiu uma vaga ao Top 20:
| Posição               | País e Candidato |
| --------------------- | --- |
| 1                     | Polônia - Daniel Borzewski |
| Finalistas            | Nepal - Santosh Upadhyaya Peru - Varo Vargas Polônia - Daniel Borzewski Porto Rico - Francisco Vergara Tailândia - Nipun Kaewruan                                                           |
| Top 12 Semifinalistas | Bélgica - Jean Atekha Brasil - João Henrique Lemes Colômbia - Manuel Molano Grécia - Spyros Nikolaidis Haiti - Théodore Bien-Aimé Macedônia do Norte - Denis Aljush Marrocos - Walid Chakir |

## Outras Premiações

### Supra Star Search Competition
O vencedor teve o direito de representar seu País na competição:
| Posição | País e Candidato                                                         |
| ------- | ------------------------------------------------------------------------ |
| 1       | Nepal - Santosh Upadhyaya                                                |
| 2       | Haiti - Théodore Bien-Aimé                                               |
| 3       | Macedônia do Norte - Denis Aljush                                        |
| Top 06  | Haiti - Rodhero Dolsaint Ruanda - Daniel Shema Suíça - Jérôme Brönnimann |

### Continental Winners
Os melhores candidatos colocados por continente (não incluindo Top 05):
| Continente     | País e Candidato                   |
| -------------- | ---------------------------------- |
| África         | Serra Leoa - Abu Bakarr Bakish     |
| Américas       | México - Gustavo Rosas             |
| Ásia & Oceania | Índia - Rahul Rajasekharan         |
| Caribe         | República Dominicana - Iván Oleaga |
| Europa         | Malta - Raffael Fiedler            |

## Candidatos
Apenas 34 candidatos competiram pelo título este ano:
| País                 | Candidato           | Idade | Altura | Origem               | Ref.   |
| -------------------- | ------------------- | ----- | ------ | -------------------- | ------ |
| África do Sul        | Akshar Birbal       | 24    | 1.90   | Durban               | [ 18 ] |
| Aruba                | Derrel Lampe        | 29    | 1.84   | Oranjestad           | [ 19 ] |
| Bélgica              | Jean Atekha         | 26    | 1.88   | Aalst                | [ 20 ] |
| Brasil               | João Henrique Lemes | 23    | 1.85   | Santiago             | [ 21 ] |
| Colômbia             | Manuel Molano       | 30    | 1.88   | Bogotá               | [ 22 ] |
| Coreia do Sul        | Dong Cho Young      | 30    | 1.91   | Seul                 | [ 23 ] |
| Equador              | Mario Iglesias      | 29    | 1.78   | Portoviejo           | [ 24 ] |
| Eslováquia           | Marek Jastráb       | 27    | 1.88   | Myjava               | [ 25 ] |
| Espanha              | Lucas Muñoz-Alonso  | 27    | 1.95   | Linares              | [ 26 ] |
| Estados Unidos       | Felix Ray Martin    | 28    | 1.83   | Flórida              | [ 27 ] |
| Filipinas            | John Adajar         | 30    | 1.80   | San Pablo            | [ 28 ] |
| França               | Fabien Mounoussamy  | 25    | 1.81   | Saint-Denis          | [ 29 ] |
| Grécia               | Spyros Nikolaidis   | 27    | 1.87   | Salonica             | [ 30 ] |
| Haiti                | Théodore Bien-Aimé  | 28    | 1.80   | Porto Príncipe       | [ 31 ] |
| Índia                | Rahul Rajasekharan  | 32    | 1.80   | Bangalor             | [ 32 ] |
| Indonésia            | Okky Alparessi      | 28    | 1.80   | Sumatra Setentrional | [ 33 ] |
| Macedônia do Norte   | Denis Aljush        | 30    | 1.80   | Escópia              | [ 34 ] |
| Malta                | Raffael Fiedler     | 22    | 1.89   | Żabbar               | [ 35 ] |
| Marrocos             | Walid Chakir        | 25    | 1.81   | Rabat                | [ 36 ] |
| México               | Gustavo Rosas       | 29    | 1.85   | Culiacán             | [ 37 ] |
| Nepal                | Santosh Upadhyaya   | 29    | 1.80   | Lalitpur             | [ 38 ] |
| Panamá               | Luis José Baloyes   | 22    | 1.85   | Chitré               | [ 39 ] |
| Países Baixos        | Sebastian Martínez  | 25    | 1.80   | Amsterdã             | [ 40 ] |
| Peru                 | Varo Vargas         | 30    | 1.86   | Lima                 | [ 41 ] |
| Polônia              | Daniel Borzewski    | 25    | 1.85   | Varsóvia             | [ 42 ] |
| Porto Rico           | Francisco Vergara   | 29    | 1.83   | San Juan             | [ 43 ] |
| República Checa      | David Kremeň        | 30    | 1.86   | Miroslav             | [ 44 ] |
| República Dominicana | Iván Oleaga         | 30    | 1.85   | Santo Domingo        | [ 45 ] |
| Romênia              | Geany Zamfir        | 28    | 1.83   | Măldăeni             | [ 46 ] |
| Serra Leoa           | Abu Bakarr Bakish   | 28    | 1.80   | Makeni               | [ 47 ] |
| Singapura            | Sauffi Gonzalez     | 27    | 1.78   | Singapura            | [ 47 ] |
| Tailândia            | Nipun Kaewruan      | 19    | 1.78   | Bancoque             | [ 48 ] |
| Togo                 | Abdel Kacem         | 25    | 1.93   | Lomé                 | [ 49 ] |
| Venezuela            | William Badell      | 25    | 1.88   | Maracaibo            | [ 50 ] |

## Informações

### Estatísticas
- Américas: 12. (Cerca de 35% do total de candidatos)
- Europa: 11. (Cerca de 32% do total de candidatos)
- Ásia: 7. (Cerca de 21% do total de candidatos)
- África: 4. (Cerca de 12% do total de candidatos)
- Oceania: 0. (Cerca de 0% do total de candidatos)

### Desistências
- Laos - Tar Singsavanh
- Malásia - Wan Muhammad Aiman [51]
- Maurício - Jean-Laurent David [52][53]
- Suriname - Glaucio Stekkel [54]

### Substituições
- Brasil - William Gama ► João Henrique Lemes [55]
- Colômbia - David Arenas ► Manuel Molano
- Togo - Komivi Visionnaire ► Astrid Hotowossi ► Abdel Kacem [56]

### Retornaram
- Bélgica
  - Competiu pela última vez na edição de 2016.
- Panamá e  Togo
  - Competiram pela última vez na edição de 2018.

| - Argélia - Canadá - Chile - Etiópia - Guiné Equatorial - Jamaica - Japão - Laos - Maurício - Moldávia - Montenegro - Nova Caledônia - Quênia - Reino Unido - Suíça - Suriname - Vietnã | - Aruba - Grécia - Haiti - Macedônia do Norte - Marrocos - Nepal - Serra Leoa - Singapura |  |

### Candidatos em outros concursos
| Mister International - 2016: Porto Rico - Francisco Vergara (Mister Fotogenia) - (Representando Porto Rico em Bancoque, Tailândia) - 2017: Colômbia - Manuel Molano (2º. Lugar) - (Representando a Colômbia em Rangum, Mianmar) Mister Tourism World - 2019: Marrocos - Walid Chakir (Best in Swimsuit) - (Representando a França em Siġġiewi, Malta) | Men Universe Model - 2017: Colômbia - Manuel Molano (Top 15) - (Representando a Colômbia em Punta Cana, República Dominicana) - 2019: Panamá - Luis José Baloyes (Top 15) - (Representando o Panamá em Puerto Plata, República Dominicana) Mister Ocean - 2017: Romênia - Geany Zamfir (4º. Lugar) - (Representando a Romênia em Taiwan, China) |

## Histórico

### Informações sobre os candidatos
| - África do Sul: O advogado Akshar Birbal tem 24 anos e reside em Durban. Ele se mantém ocupado praticando halterofilismo e indoor soccer. Ele também ama jogar video-games e passar o seu tempo curtindo ao lado de família e amigos. - Aruba: Derrel Lampe de 29 anos representará a ilha de Aruba pela primeira vez na disputa. Ele trabalha como assistente de gerente em uma loja de outlet na capital do País. Seu sonho é ser feliz e ter uma casa própria. Se vencer, pretende lutar contra a discriminação. - Brasil: João Henrique Siqueira Lemes é natural de Santiago, estado do Rio Grande do Sul. Cursa o 4º ano de medicina na Universidade Franciscana e tem 23 anos. Filho de jornalista, João se comunica e escreve muito bem, além de tocar piano e teclado. - Colômbia: Manuel Molano foi a troca realizada pela Colômbia após a desistência de David Arenas. Manuel tem 30 anos e trabalha como modelo, ator e dançarino. Ele é um veterano em concursos, tendo ficado em segundo lugar no Mister Internacional 2017. - Coreia do Sul: Terceiro colocado na disputa de "Mister Korea International", Dong Cho Young tem 30 anos e 1,91 metro de altura. Além de trabalhar como modelo, o sul-coreano pratica vôlei e ainda ensina a modalidade como coach nas horas vagas. - Equador: O equatoriano Mario Iglesias tem 29 anos, estuda engenharia civil e também atua como modelo e personal trainer. Com o título em mãos, gostaria de trabalhar em conjunto com a organização para a promoção de saúde coletiva e healthcare. - Eslováquia: Marek Jastráb de 27 anos trabalha como coach fitness e era jogador de futebol do clube SC Zöbern. Em 2011 participou do campeonato Nike the Chance in London, uma competição para os 100 melhores jogadores amadores do mundo. - Espanha: O professor de Educação física Lucas Muñoz-Alonso de Haro tem 27 anos e 1.95 metros de altura. Residindo atualmente em Ciudad Real, o espanhol tem como hobbies praticar atividades físicas e sonha em abrir uma academia própria. - Estados Unidos: O modelo Felix Ray Martin II, de raízes quenianas (já tendo visitado o País) reside em Los Angeles e representou a Flórida na disputa nacional. Ele é formado em Cinesiologia pela Universidade Estadual do Mississippi. - Filipinas: Campeão do campeonato asiático Universal Reality Combat Championship (URC) na categoria peso meio-médio, John Adajar representará as Filipinas este ano. Praticante assíduo de Jiu-jítsu brasileiro, o lutador de 30 anos almeja o título inédito para seu País. - França: Fabien Mounoussamy de 25 anos é coach fitness e trabalha com vendas na Moving Saint-Paul. Nascido em Reunião, ele acredita no bem-estar através do desenvolvimento pessoal e se define como uma pessoa positiva, atenciosa e sociável. | - Grécia: Spyros Nikolaidis é conhecido por ter feito campanhas para Calvin Klein, L'Oréal, Diesel e Oriflame. Aos 24 anos lançou sua própria marca de roupas e acessórios, chamada "Nikolais". Residindo em Los Angeles, ele pratica kickboxing e krav magá. - Haiti: Théodore Bien-Aimé de 28 anos representa o Haiti. Ele é formado em Química analítica e em seu tempo livre gosta de praticar voleibol, mergulho, caminhada e de cozinhar. Seu objetivo de vida é encontrar a cura para o câncer. - Índia: Rahul Rajasekharan é formado em administração e exerceu sua profissão durante dois anos, até largar tudo e tentar a carreira como modelo e ator. Desde então já estrelou dois filmes: Diwanjimoola Grand Prix e Varane Avashyamund. - Indonésia: Com o título de The New L-Men of the Year 2020, o indonésio Okky Alparessi de 28 anos ganhou o direito de representar o seu País no concurso. Ele estuda marketing e licenciatura em letras, como hobby gosta de ensinar e pintar. - Macedônia: Vivendo em Malta, o macedônio Denis Aljush é um dos mais conhecidos fashion designers da ilha. A crítica descreve seu trabalho como "moda descolada que brinca com as cores de uma forma especial". Seu sonho é participar da New York Fashion Week. - Malta: Último candidato deste ano eleito por concurso nacional, Raffael Fiedler de 22 anos é formado em Business Enterprise e tem um mestrado em empreendedorismo. Sócio de três empresas em Malta, Raffael trabalha como modelo nas horas vagas. - Marrocos: Primeiro representante de seu País a competir no concurso, Walid Chakir tem 25 e trabalha como modelo e personal trainer. Com o título internacional, pretende agenciar novos modelos e trabalhar em ONG's que ajudam moradores de rua em seu País. - México: Gustavo Adolfo Rosas González foi indicado pela organização do evento como o representante deste ano. Nascido em Culiacán, estado de Sinaloa, o modelo é formado em comércio internacional, tem 29 anos e 1.85m de altura. - Nepal: Santosh Upadhyaya de 30 anos é médico e venceu o concurso Supra Star Search, dando o direito de representar seu País na competição pela primeira vez. Com apenas 1.78m de altura, ele ama pintar, cantar, fazer trabalhos sociais e fotografar. - Panamá: Luis José Baloyes Vega tem 22 anos e 1.85m de altura. Nascido na pequena comunidade de La Arena, na província de Chitré, o modelo é entusiasta de atividades físicas, além de ter como hobby o beisebol, ir a praia e ir ao cinema. - Países Baixos: Vivendo a 16 anos em Amsterdã, o colombiano Sebastian Martínez tem 25 anos e sua própria empresa de estucagem, além de trabalhar como modelo. Se vencer, ele diz que gostaria de trabalhar como ator e em campanhas contra o cyberbullying. | - Peru: O modelo e cantor Varo Vargas de 30 anos representa o Peru este ano. Em seu tempo livre, gosta de compor músicas, cantar, praticar meditação e jogar futebol. Seu maior sonho é ser reconhecido internacionalmente como cantor. - Polônia: O anfitrião deste ano é Daniel Borzewski de 25 anos. Ele venceu o concurso Mister Polski em 2019 e representará seu País este ano. Além de dançar e aparecer em programas de TV voltados à música, ele é dançarino do grupo Volt Agustin Egurrola. - Porto Rico: O modelo, ator e cantor Francisco Vergara representará a ilha de Porto Rico este ano no concurso. Ele foi indicado pela organização local, possui 29 anos e já havia disputado um concurso de grande porte anteriormente, o Mister International 2016. - República Checa: O policial David Kremeň tem 29 anos e 1.86m de altura. Seu objetivo de vida é ajudar as pessoas à realizarem seus sonhos. Se vencer a competição, pretende viajar pelo mundo e motivar todas as pessoas que conhecer. - República Dominicana: O dominicano Iván Oleaga é formado em Marketing, tem 30 anos e trabalha como modelo e ator. Além de novelas dominicanas, o modelo fez uma participação especial na série da Netflix, The I-Land sobre ficção científica. - Romênia: Geanny Zamfir é personal trainer e tem 28 anos de idade. Seu sonho é gerenciar uma escola de nutrição, cujo objetivo principal seria ajudar as pessoas a atingirem seus próprios objetivos, se alimentando corretamente e de forma saudável. - Serra Leoa: Abu Bakarr Tarawalie "Bakish" é formado em estudos de desenvolvimento, um ramo das Ciências Sociais. Além de trabalhar como modelo, ele é um membro ativo do Development is Human Right Foundation (DHRF) de seu País. - Singapura: Sauffi Gonzalez de 27 anos trabalha como consultor de marketing empresarial para organizações que desejam abrir uma sede no País. Ele pratica musculação e tem como hobbies: cozinhar e viajar. Ele foi eleito por concurso no ano passado. - Tailândia: O mais jovem a disputar o título deste ano, o tailandês Nipun Kaewruan tem 19 anos e está no 2º ano de engenharia aeroespacial na Kasetsart University. De Bancoque, o atleta ainda tem como hobby a prática de hockey, rugby e ciclismo. - Togo: O comissário de bordo Abdel Kacem de 25 anos e expressivos 1.93m de altura trabalha na West and Central African Airlines. Em seu tempo livre trabalha como modelo, pratica boxe e crossfit. Se vencer, pretende ser um modelo de exemplo ao continente africano. - Venezuela: William Badell tem 24 anos e 1.88m de altura. Ele estuda comunicação social e é comissário de bordo. Vivendo em Dubai, o venezuelano nascido em Maracaibo venceu o nacional disputado por outros vinte candidatos. |

## Transmissão
O certame foi televisionado para os seguintes países e regiões:
- Mundo - You Tube e aplicativo do evento.
- América Latina e Caribe - DirecTV
- Filipinas - CNN Philippines [68]
- Gana - NET 2 Television
- Índia - Zoom TV
- Nigéria - Silverbird TV
- Polônia - Polsat
- Suriname - ATV
- Venezuela - GloboVisión